# Hydraena occitana
Hydraena occitana är en skalbaggsart som först beskrevs av Audisio och De Biase 1995.  Hydraena occitana ingår i släktet Hydraena och familjen vattenbrynsbaggar. Inga underarter finns listade i Catalogue of Life.